# إطار مرجعي دوراني
إطار مرجعي دوراني أو تناوب الإطار المرجعي في الميكانيكا الكلاسيكية هو حالة خاصة للإطار المرجعي القصوري، فهو إطار يدور بالنسبة لإطار مرجعي قصوري (إطار نعتبره ثابت تتحكم فيه قوى القصور الذاتي). فمثلا نموذج للإطار المرجعي الدوراني نجده في سطح الأرض، حيث تدور الأرض حول محورها.
الإطار المرجعي القصوري هو الحالة العادية حيث نعتبر أرضية المختبر التي نجري فيه تجاربنا ثابتة. الحالة الأخرى التي نعتبرها هنا حي حالة «أرضية دوارة» بمعنى ان نتخيل أننا نجري تجربة ما على منصة تدور، في تلك الحالة تتغير النتائج. ولكن يمكن تحويل البيانات من الإطار المرجعي القصوري إلى الإطار المرجعي الدوراني، والعكس بالعكس. تلك مهمة في الرياضيات.

## تعريف
للحصول على وصف كل الحركات هي نسبة إلى نظام مرجعي. تحديد إطار مرجعية مختلفة، وصفا للحركة، أو في شكل معادلات الحركة، أيضا سوف تكون مختلفة. في بعض النظام المرجعي، دون الكائنات القوة ستبقى في الراحة أو الحركة موحدة للدولة، بحيث نظام مرجعي موحد الذين الوقت يمر، والمساحة غير متجانس وموحد الخواص، وفي مثل هذا الإطار المرجعي، ووصف الحركة المعادلة لديه أكثر أشكال بسيطة. هذا هو الإطار المرجعي بالقصور الذاتي، والمعروف أيضا باسم نظام مرجعي بالقصور الذاتي أو بالقصور الذاتي.
لانداو «نظرية الحقل» (الديناميكا الكهربائية النسبية في المقام الأول) التعريف الوارد: ويسمى قانون نيوتن الأول الإطار بالقصور الذاتي المرجعية المعمول بها. (لم أكن استخدام الصيغة الأصلية للقانون نيوتن الأول، ولكن مباشرة إلى القول في هذا الإطار المرجعي، واحد دون التفاعل ستبقى جزيئات في الراحة أو الحركة موحدة). هذا التعريف هو في الميكانيكا النيوتونية والنسبية الخاصة لا تنطبق.

## طريقة العمل
يتم تحديد نظام المرجعية بالقصور الذاتي ليس فقط من قبل الاختبار. يتم تأسيس معيار أبسط أو نيوتن قوانين الحركة. وفقا لمبدأ جاليليو النسبية، ونظام بالقصور الذاتي لا تزال ثابتة نسبيا أو قريب حركة موحدة هو الإطار المرجعي بالقصور الذاتي. في الممارسة العملية، وتستند الناس دائما على الحاجة الفعلية لتحديد نظام مرجعي بالقصور الذاتي تقريبي. على سبيل المثال، في دراسة الكائنات على الأرض داخل مجموعة صغيرة من الحركة، والأرض هو نظام بالقصور الذاتي جيدة. في دراسة حركة الأجرام السماوية في النظام الشمسي، والشمس هو نظام بالقصور الذاتي جيدة.

## قوى افتراضية

تجربة رقاص فوكو: مع دوران الأرض فإن الرقاص يبدو وكأنه يتم دورة كاملة وذلك لأن البندول الذي يهتز يميل إلى الحركة في اتجاه ثابت في الفراغ تحت تأثير القصور الذاتي في حين أن الأرض هي التي تدور من تحته.

في جميع الإطارات المرجعية اللاقصورية تظهر قوى وهمية fictional forces. وتتسم الإطارات المرجعية اللاقصورية بثلاثة قوى وهمية  ناشئة عن الدوران:
- قوة طاردة مركزية,
- قوة كوريوليس لإطار يدور بطريقة غير منتظمة ,
- قوة أويلر.

العالم الذي يعيش في صندوق يدور يستطيع تعيين سرعة دورانه واتجاه حركته عن طريق قياس تلك القوى الوهمية المؤثرة عليه (وعلى مختبره). فعلى سبيل المثال، استطاع الفيزيائي ليون فوكو بيان قوة كوريوليس الناتجة عن دوران الأرض حول محورها وذلك باستخدام بندول فوكو. وإذا كان دوران الأرض حول محورها أسرع من ذلك عدة مرات لشعر سكان الأرض بتلك القوة، وهي قوة تماثل القوة التي يشعرون بها عند ركوبهم أرجوحة دوارة.

## العلاقة بين نظام ثابت ونظام دوّار
في القسم التالي سوف نقوم بتعيين معادلات تعبر عن التسريع و القوى الوهمية في نظام دوار. ويبدأ التعيين بإيجاد العلاقة بين أحداثيات جسيم في نظام دوار و إحداثياته في نظام دوار قصري ثابت ؛(ونقول «قصري ثابت» حيث يؤثر فيه فقط عزم القصور الذاتي). تلك الطريقة الحسابية تحسب أيضا سرعة الجسيم في الإطار الثابت وكما تشاهد في الإطار الدوار، وما يحدث في كل منهما من تسارع. وبأخذ التسريع في الاعتبار يمكن تعيين القوى الوهمية عن طريق مقارنة القانون الثاني لنيوتن وتطبيقه في الحالتين.

## العلاقة بين المواضع في النظامين
بغرض استنباط القوى الوهمية من المستحسن تحويل احداثيات جسيم بين النظام الدوار (الإطار الدوار) {\displaystyle \left(x',y',z'\right)} وإحداثياته {\displaystyle \left(x,y,z\right)} في الإطار المرجعي القصوري مع انطباق مركزي النظامين. فإدا كان الدوران حول المحور {\displaystyle z} وكانت السرعة الزاوية {\displaystyle \Omega } وتتطابق النظامان في النقطة الزمنية {\displaystyle t=0}, فيمكن كتابة التحويل من الإحداثيات في النظام الدوار و الإلحداثيات في النظام الثابت كالآتي:
{\displaystyle x=x'\cos \left(\theta (t)\right)-y'\sin \left(\theta (t)\right)}
{\displaystyle y=x'\sin \left(\theta (t)\right)+y'\cos \left(\theta (t)\right)}
حيث عكس التحويل يكون:
{\displaystyle x'=x\cos \left(-\theta (t)\right)-y\sin \left(-\theta (t)\right)}
{\displaystyle y'=x\sin \left(-\theta (t)\right)+y\cos \left(-\theta (t)\right)}
تلك النتيجة يمكن الحصول عليها من مصفوفة دوران.
وندخل وحدة متجه يمثل أساس مركباته في الإطار الدوار {\displaystyle {\hat {\boldsymbol {\imath }}},\ {\hat {\boldsymbol {\jmath }}},\ {\hat {\boldsymbol {k}}}} ، فيمكن تعيين المركبات الزمنية لوحدة المتجه كما هو موصوف اسفله.
نعتبر أن الإطارين (النظامين) كانا عند الزمن t = 0 ، وأن محور الدوران هو المحورz. فيكون بالنسبة لدوران في عكس اتجاه عقرب الساعة بالزاوية Ωt :
{\displaystyle {\hat {\boldsymbol {\imath }}}(t)=(\cos \theta (t),\ \sin \theta (t))}
حيث (x, y) المركبتان في الإطار المرجع القصوري,
{\displaystyle {\hat {\boldsymbol {\jmath }}}(t)=(-\sin \theta (t),\ \cos \theta (t))\ .}
ويكون التغير للمتجهات تبعا للزمن ؛ أي (التفاضل بالنسبة للزمن) لوحدة متجه لا يتغير طوله هو:
{\displaystyle {\frac {d}{dt}}{\hat {\boldsymbol {\imath }}}(t)=\Omega (-\sin \theta (t),\ \cos \theta (t))=\Omega {\hat {\boldsymbol {\jmath }}}\ ;}
{\displaystyle {\frac {d}{dt}}{\hat {\boldsymbol {\jmath }}}(t)=\Omega (-\cos \theta (t),\ -\sin \theta (t))=-\Omega {\hat {\boldsymbol {\imath }}}\ ,}
حيث {\displaystyle \Omega \equiv {\frac {d}{dt}}\theta (t)}.

## العلاقة بين السرعات في الإطارين
سرعة جسم هي التفاضل لموضعه بالنسبة للزمن (معدل تغير موضعه بالنسبة للزمن):
{\displaystyle \mathbf {v} \ {\stackrel {\mathrm {def} }{=}}\ {\frac {d\mathbf {r} }{dt}}}
التفاضل الزمني للموضع {\displaystyle {\boldsymbol {r}}(t)} في إطار يدور يكون له مركبتين: أحدهما ناشئة عن حركة الجسم، والمركبة الأخرى ناشئة من حركة الإطار الدورانية. وبتصبيق نتائج القسم السابق أعلاه بالنسبة للإزاحة {\displaystyle {\boldsymbol {r}}(t)}, تكون السرعات في النظامين موصوفة في المعادلة:
{\displaystyle \mathbf {v_{i}} \ {\stackrel {\mathrm {def} }{=}}\ {\frac {d\mathbf {r} }{dt}}=\left({\frac {d\mathbf {r} }{dt}}\right)_{\mathrm {r} }+{\boldsymbol {\Omega }}\times \mathbf {r} =\mathbf {v} _{\mathrm {r} }+{\boldsymbol {\Omega }}\times \mathbf {r} \ ,}
حيث الرمز i يعني الإطار المرجعي القصوري، والرمز r يعني الإطار المرجعي الدوراني.